# Szent Ilona-szigeti vízicsibe
A Szent Ilona-szigeti vízicsibe (Porzana astrictocarpus) a madarak osztályának darualakúak (Gruiformes) rendjébe és a guvatfélék (Rallidae) családjába tartozó kihalt faj.
Egyike volt a sziget kettő röpképtelen guvatfajának.

## Előfordulása
Az Atlanti-óceán déli részén található Szent Ilona szigetén volt honos és mivel mocsaras élőhelye már akkor is pusztulóban volt elég kevés példány élt.

## Felfedezése és kihalása
Miután Alexander Wetmore, amerikai ornitológus 1963-ban a Szent Ilona-szigeti Prosperous-öbölben megtalálta a Szent Ilona-szigeti guvat (Aphanocrex podarces) csontjait, a szintén amerikai palentológus Storrs Lovejoy Olson 1973-ban ugyanazon a környéken olyan csontmaradványokra bukkant, melyek hasonlítottak ugyan az előbbi faj maradványaira, csak lényegesen kisebbek voltak.
A szárnycsontok hasonlítottak a Porzana nem vízicsibéinek csontozatára, emitt Lovejoy Olson feltételezte, hogy ezek is egy Porzana nembe tartozó faj maradványai.
Ezek alapján írta le a fajt és a Porzana astrictocarpus tudományos nevet adta neki. 
A faj feltehetőleg az Európában és Afrikában széles körben elterjedt törpevízicsibe (Porzana pusilla) közeli rokon faja volt.
Mivel Szent Ilona szigetén nem éltek szárazföldi ragadozó emlősök, e faj is felhagyott a repüléssel. Méreteiben azonban nem növekedett meg, mint a Szent Ilona-szigeti guvat, emiatt valószínűsíthető, hogy az előbbi fajnál későbbi bevándorló a szigeten. A faj törpevízicsibék egy kisebb csoportjából alakult ki, melyeket szélviharok sodortak Szent Ilona szigetére, ahol később felhagytak a repüléssel.
Miután a portugálok 1502-ben felfedezték  szigetet, az a 16. század első évtizedeiben lassan benépesült. A telepesekkel emlősök is érkeztek (patkányok, macskák, kutyák és disznók, melyek később elvadultak), melyek rövid időn belül az utolsó egyedik levadászták ezt a repülésre képtelen fajt.

## Fordítás
- Ez a szócikk részben vagy egészben  a   St.-Helena-Sumpfhuhn című német Wikipédia-szócikk fordításán alapul.  Az eredeti cikk szerkesztőit annak laptörténete sorolja fel. Ez a jelzés csupán a megfogalmazás eredetét és a szerzői jogokat jelzi, nem szolgál a cikkben szereplő információk forrásmegjelöléseként.